# Candida glabrata
Espèce
Candida glabrata est une espèce de levures, haploïde du genre Candida, connue auparavant sous le nom de Torulopsis glabrata. Cette espèce de champignon ne présente pas de dimorphisme et aucune activité de mating n'a été encore observée. C. glabrata n'était pas considéré comme pathogène. Toutefois, avec l'augmentation du nombre de patients immuno-déprimés (HIV positifs, transplantés, patients soumis à une chimiothérapie…), il s'est avéré que C. glabrata est un pathogène opportuniste du tractus urogénital. De plus, lorsque C. glabrata s'infiltre dans le flux sanguin, il peut y avoir le développement d'une candidémie.
Deux facteurs de virulence ont été décrits chez C. glabrata :
- le premier de ces facteurs est la famille d'adhésines codées par les gènes EPA (de l'anglais : epithelial adhesin). Ces gènes sont localisés dans la région des télomères et peuvent répondre massivement à une stimulation extérieures, de manière que le champignon puisse adhérer aux surfaces biotiques ou abiotiques[1],[2]. On suppose que ce mécanisme est impliqué dans la formation de biofilms sur les cathéters et sur les prothèses dentaires ;
- le deuxième facteur de virulence rencontré chez C. glabrata est la mise en place de mécanismes de résistance aux azoles[2],[3], qui sont les antifongiques (antimycosiques) les plus souvent utilisés lors des thérapies. Des azoles tels que le fluconazole ou le kétoconazole sont inefficaces dans 15 à 20 % des cas contre C. glabrata. Par contre, C. glabrata reste très sensible à l'action des polyènes (Amphotéricine B, nystatine) et des substances actives comme la 5-fluorocytosine et la caspofungine présentent une efficacité variable.